# Mandopop

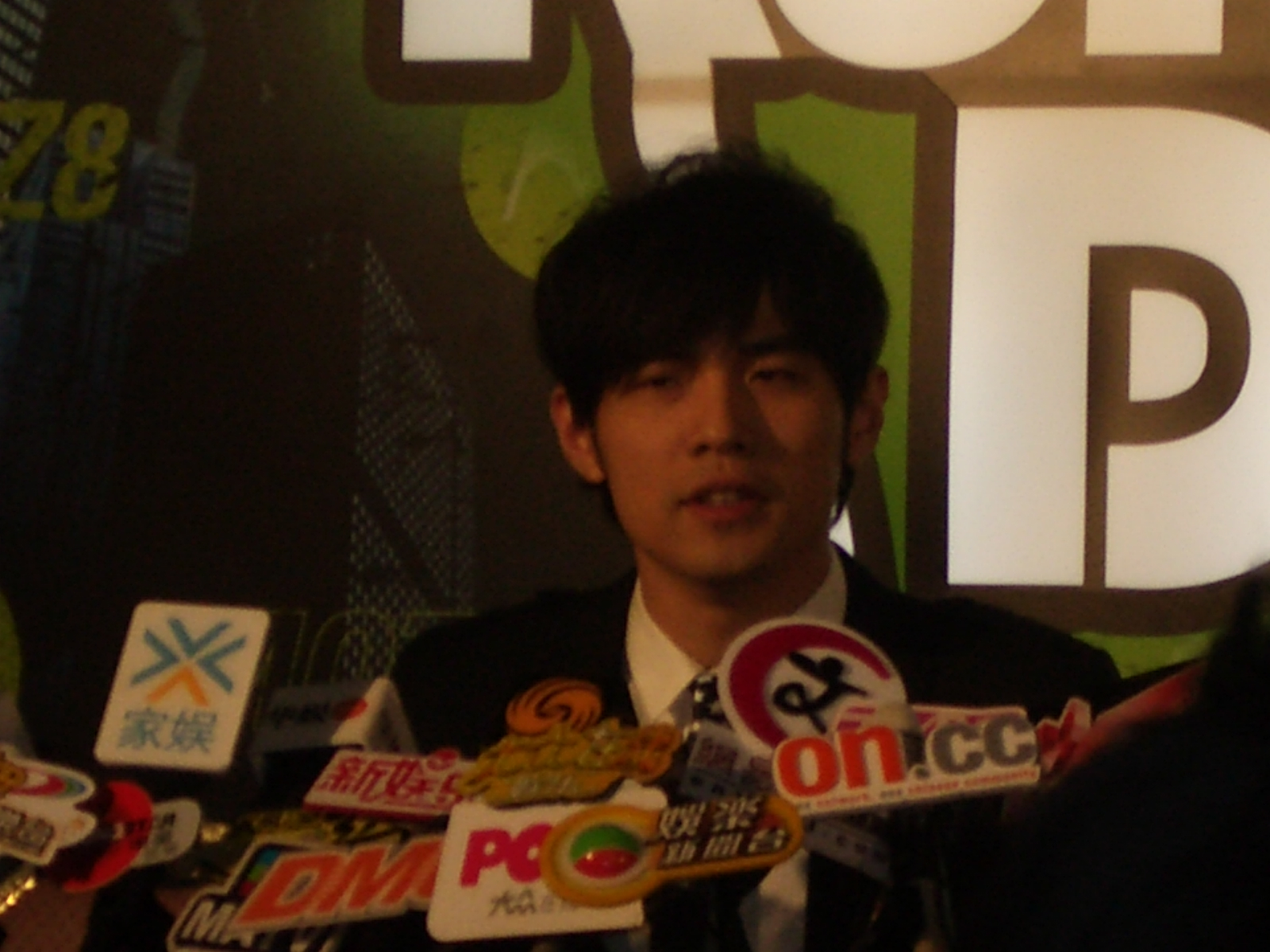
Nam ca sĩ Châu Kiệt Luân của Đài Loan

Mandopop (giản thể: 华语流行音乐; phồn thể: 華語流行音樂; bính âm: Huá yǔ liú xíng yīn yuè; Hán-Việt: Hoa ngữ lưu hành âm nhạc), viết tắt của cụm từ tiếng Anh "Mandarin popular music", là dòng nhạc pop tiếng Quan thoại và là một trong ba nhánh chính của dòng nhạc C-pop. Theo đúng tên gọi của nó, các ca khúc Mandopop được thể hiện chủ yếu bằng tiếng Hoa phổ thông (Quan thoại).
Mandopop phổ biến ở nhiều quốc gia châu Á như: Trung Quốc đại lục, Ma Cao, Hồng Kông, Đài Loan, Malaysia, Singapore, Việt Nam và Nhật Bản.

## Lịch sử

### Những năm 1970-1980: Sự nổi lên của Mandopop Đài Loan
Trong thập niên 1970, Đài Bắc bắt đầu đảm nhiệm vị trí sân khấu trung tâm giống như dòng nhạc Cantopop được nắm giữ tại Hồng Kông. Năm 1966, ngành công nghiệp âm nhạc Đài Loan tạo ra doanh thu 4,7 triệu đô la Mỹ hàng năm, và nó tiếp tục gia tăng theo hàm mũ xuyên suốt hai thập niên 1970 và 1980, và cho đến năm 1996, doanh thu đạt đỉnh ở mức dưới 500 triệu đô la Mỹ trước khi bị tuột giảm. Thành công của ngành công nghiệp điện ảnh Đài Loan cũng giúp sức vào độ phủ sóng của các ca sĩ bản địa. Các ngôi sao Đài Loan như Thái Cầm, Phí Ngọc Thanh và Phượng Phi Phi ngày càng trở nên nổi tiếng, trong đó nữ danh ca Đặng Lệ Quân là trường hợp nổi tiếng nhất. Tuy nhiên, tầm quan trọng của Hồng Kông ở vị trí trung tâm có nghĩa rằng một vài trong số các ngôi sao xứ Đài như Đặng Lệ Quân vẫn là dựa trên thị trường Hồng Kông.

### Thập niên 1990
Một số các ca sĩ xuất thân từ Trung Quốc đại lục như Vương Phi và Na Anh bước đầu thu âm ca khúc tại Hồng Kông và Đài Loan. Vương Phi, vốn được giới truyền thông ca tụng là Diva (Nữ danh ca), lần đầu thu âm bài hát bằng tiếng Quảng Đông ở Hồng Kông, sau đó là thu bằng tiếng Quan thoại. Cô trở thành ca sĩ Hoa ngữ đầu tiên được biểu diễn tại sân khấu Budokan, Nhật Bản.
Xuyên suốt thời kỳ này, nhiều ca sĩ Cantopop của Hồng Kông đơn cử như nhóm "Tứ đại thiên vương" - Quách Phú Thành, Lê Minh, Lưu Đức Hoa, Trương Học Hữu - bắt đầu thống trị giới âm nhạc Mandopop. Một trong những album tiếng Quan thoại bán chạy nhất đó là album Vẫn Biệt năm 1993 của nam ca sĩ Trương Học Hữu với số lượng bán ra trên 1 triệu bản tại Đài Loan và 4 triệu bản trên toàn châu Á. Dẫu vậy, Đài Loan cũng có những ca sĩ nổi tiếng của riêng mình như Trương Thanh Phương, Ngũ Tư Khải, Châu Hoa Kiện và Trương Tín Triết. Các hãng đĩa độc lập như Rock Records tự củng cố vị trí của mình trong giai đoạn này như là một vài trong số những hãng đĩa có ảnh hưởng nhất. Cho đến cuối những năm 1990, những ca sĩ khác như Vương Lực Hoành và Đào Triết ngày càng trở nên nổi tiếng, vài người trong số họ cũng bắt đầu biểu diễn ở các thể loại R&B và/hoặc hip hop.
Trong giai đoạn từ giữa thập niên 1990 cho đến đầu thập niên 2000, hai thành phố Thượng Hải và Bắc Kinh đã trở thành những trung tâm của ngành công nghiệp âm nhạc tại Trung Quốc đại lục, trong đó Thượng Hải tập trung vào việc xuất bản và phân phối các bản thu âm, còn Bắc Kinh chuyên tâm vào công đoạn sản xuất, thu âm.

### Những năm 2000-2010: Phát triển ở Trung Quốc đại lục
Tại thị trường Hồng Kông, Tứ đại thiên vương dần biến mất ở thập niên 2000, tuy nhiên nhiều nghệ sĩ mới khác đơn cử như Tạ Đình Phong và Trần Dịch Tấn lại giữ vị trí dẫn đầu. Thập niên 2000 còn bắt đầu với sự bùng nổ của các thần tượng đại chúng, mà nhiều người trong số họ đến từ Đài Loan. Tại Trung Quốc đại lục cũng chứng kiến sự gia tăng nhanh chóng về số lượng các ca sĩ, ban nhạc và nhóm nhạc thần tượng Mandopop khi nhạc pop ngày càng trở nên thịnh hành cho đến giữa thập niên 2000. Ngành công nghiệp điện ảnh đại lục và phim truyền hình Trung Quốc đang lên cũng làm gia tăng nhu cầu phát triển dòng nhạc Mandopop.
Tuy nhiên, trong khi Trung Quốc đại lục ngày càng trở nên quan trọng trong việc tạo ra doanh thu thì bản thân nền công nghiệp nhạc pop tại đây vẫn còn khá khiêm tốn ở thập niên 2000 so với Đài Loan và Hồng Kông, bởi nhiều ngôi sao nhạc pop đến từ Đài Loan và những cộng đồng Hoa kiều hải ngoại khác vẫn rất nổi tiếng tại Hoa lục. Các ca sĩ Mandopop như Châu Kiệt Luân nổi tiếng với việc thể hiện những ca khúc thuộc dòng nhạc R&B và rap, góp phần truyền bá một phong cách pha trộn âm nhạc mới mang tên gọi Trung Quốc Phong. Những ca sĩ nổi tiếng khác có thể kể đến như Tôn Yến Tư và Thái Y Lâm.
Những năm gần đây, sự nảy nở về số lượng các cuộc thi âm nhạc đã mang đến khái niệm thần tượng (chữ Hán: 偶像, bính âm: ǒuxiàng, Hán-Việt: ngẫu tượng) cho ngành công nghiệp Mandopop. Các cuộc thi ca hát toàn quốc tại Trung Quốc đại lục, ví dụ như Super Girl, Super Boy, The Voice Trung Quốc, Chinese Idol và The X Factor: Trung Quốc Tối Cường Âm, đã thúc đẩy mạnh mẽ sức ảnh hưởng của dòng nhạc Mandopop, nhiều thí sinh nổi lên thành những ca sĩ thành công như: Tiết Chi Khiêm, Trương Lương Dĩnh, Diêu Bối Na, Lý Vũ Xuân, Trương Kiệt, Trần Sở Sinh, Ngô Mạc Sầu, Thượng Văn Tiệp, v.v... Hiện tượng tương tự cũng diễn ra tại Đài Loan, bước ra từ các chương trình Siêu Cấp Tinh Quang Đại Đạo và Super Idol, những ca sĩ tài năng mới đã dấn thân vào thị trường âm nhạc Mandopop, có thể kể đến như: Dương Tông Vĩ, Lâm Hựu Gia, Từ Giai Oánh và còn nhiều nghệ sĩ khác. Ở Đài Loan, thuật ngữ "thần tượng thực lực" (chữ Hán: 優質偶像, bính âm: yōuzhì ǒuxiàng, Hán-Việt: ưu chất ngẫu tượng) đã đi vào từ điển đại chúng, dùng để chỉ đến các ca sĩ Mandopop có ngoại hình ưa nhìn, đầy tài năng và có học vấn cao, đơn cử như Vương Lực Hoành và Vy Lễ An.
Những năm gần đây còn chứng kiến sức hấp dẫn xuyên eo biển nổi lên từ các nhóm nhạc nam và nữ thuộc dòng nhạc bubblegum pop của Đài Loan đã tiến vào thị trường đại lục Trung Quốc, bao gồm các nghệ sĩ vô cùng thành công về mặt thương mại như S.H.E và Phi Luân Hải. Tiếp nối ánh hào quang của họ, nhiều nhóm nhạc khác cũng bắt đầu theo gót, ví dụ như Lollipop (Bổng Bổng Đường) và Hey Girl (Hắc Sáp Hội Mỹ Mi) đến từ kênh truyền hình Channel V Đài Loan. Họ được chống lưng bởi các chương trình làm bệ phóng cho sự nổi tiếng. Ngoài ra còn có một vài nhóm nhạc nam hay nhóm nhạc nữ mới cũng đang nổi lên tại Trung Quốc đại lục như: Chí Thượng Lệ Hợp (Top Combine), TFBoys, SNH48 và các nhóm nhạc nam đến từ chương trình truyền hình thực tế sống còn Idol Producer (Thực tập sinh thần tượng) bao gồm Nine Percent, NEX7 và Oner.

## Các mức chứng nhận
Tháng 8 năm 1996, tổ chức IFPI Đài Loan (nay là Cơ sở Công nghiệp Thu âm tại Đài Loan) đã cho ra mắt giải vàng và giải bạch kim về lĩnh vực thu âm ca nhạc ở Đài Loan, cùng với Bảng xếp hạng IFPI Đài Loan vốn đã tạm ngưng từ tháng 9 năm 1999.
Các điều kiện về doanh số trong lĩnh vực thu âm ca nhạc mảng nội địa, mảng quốc tế cũng như khác biệt về đĩa đơn. Tại Đài Loan, doanh số ở mảng nội địa thì cao hơn mảng quốc tế cũng như các đĩa đơn. Lưu ý rằng việc cấp chứng nhận về thu âm ca nhạc ở Đài Loan được trao tặng dựa trên việc lưu chuyển.
| Chứng nhận | Trước tháng 3 năm 2002 | Trước tháng 1 năm 2006 | Trước tháng 11 năm 2007 | Trước tháng 1 năm 2009 | Kể từ ngày 1 tháng 1 năm 2009 |
| ---------- | ---------------------- | ---------------------- | ----------------------- | ---------------------- | ----------------------------- |
| Vàng       | 100.000                | 50.000                 | 35.000                  | 20.000                 | 15.000                        |
| Bạch kim   | 200.000                | 100.000                | 70.000                  | 40.000                 | 30.000                        |

| Chứng nhận | Kể từ ngày 1 tháng 1 năm 2009) |
| ---------- | ------------------------------ |
| Vàng       | 5.000                          |
| Bạch kim   | 10.000                         |

## Những nghệ sĩ tiêu biểu

### Nam ca sĩ
Danh sách này không đầy đủ, bạn cũng có thể giúp mở rộng danh sách.
| Quốc tịch   | Trung Quốc | Đài Loan | Hồng Kông                                                                                  | Singapore       | Malaysia                                                |
| ----------- | --- | --- | ------------------------------------------------------------------------------------------ | --------------- | ------------------------------------------------------- |
| Các nghệ sĩ | - Chu Mịch - Tô Tỉnh - Hoa Thần Vũ - Hàn Canh - Huỳnh Hiểu Minh - Trương Kiệt - Lộc Hàm - Vương Tuấn Khải - Vương Nguyên - Dịch Dương Thiên Tỉ - Đại Tráng - Trưng Vũ Ma Kha (Vocaloid) - Nhạc Chính Long Nha (Vocaloid) - Hoắc Tôn - Tiết Chi Khiêm - Aki A Kiệt | - Châu Hoa Kiện - Châu Kiệt Luân - Vương Lực Hoành - Tô Hữu Bằng - Hoàng Hồng Thăng - Đường Vũ Triết - Đào Triết - Dữu Trừng Khánh - Tiêu Kính Đằng - Lâm Chí Dĩnh - Trịnh Nguyên Sướng - Minh Đạo - Ngô Kỳ Long - Nhậm Hiền Tề - La Chí Tường - Phan Vỹ Bá - Kha Chấn Đông | - Đàm Vịnh Lân - Lý Khắc Cần - Trương Học Hữu - Trương Quốc Vinh - Thành Long - Vương Kiệt | - Lâm Tuấn Kiệt | - Lý Minh Thuận - Trương Đống Lương - Chung Thịnh Trung |

### Nữ ca sĩ
Danh sách này không đầy đủ, bạn cũng có thể giúp mở rộng danh sách.
| Quốc tịch   | Trung Quốc | Đài Loan | Hồng Kông                                    | Singapore                      | Malaysia |
| ----------- | --- | --- | -------------------------------------------- | ------------------------------ | --- |
| Các nghệ sĩ | - Phạm Băng Băng - Trương Lương Dĩnh - Lưu Diệc Phi - Triệu Vy - Phùng Đề Mạc - Dương Ngọc Doanh - San Tân - Tát Đỉnh Đỉnh - Lạc Thiên Y (Vocaloid) - Ngôn Hòa (Vocaloid) - Nhạc Chính Lăng (Vocaloid) - Tinh Trần (Vocaloid) - Mặc Thanh Huyền (Vocaloid) - Hải Y (Vocaloid) - Trần Băng | - Trương Huệ Muội - Quách Thái Khiết - Trương Thiều Hàm - Lâm Y Thần - Từ Hy Viên - Phạm Vỹ Kỳ - Vương Tâm Lăng - Tiêu Á Hiên - Trác Văn Huyên - Thái Y Lâm - Dương Thừa Lâm - Lâm Tâm Như - Đặng Lệ Quân - Từ Nhược Tuyên - Tâm Hoa (Vocaloid) | - Mai Diễm Phương - Đặng Tử Kỳ - Dung Tổ Nhi | - Phạm Văn Phương - Tôn Yến Tư | - Chu Chủ Ái (Joyce Chu) - Vương Tuyết Tinh - Huỳnh Mỹ Thi (Cindy Wong) - Chung Hiểu Ngọc - Bành Quần Di - Khưu Yên Ni |

### Nhóm/Ban nhạc
Danh sách này không đầy đủ, bạn cũng có thể giúp mở rộng danh sách.
| Nguồn gốc   | Trung Quốc | Đài Loan | Hồng Kông                | Singapore | Malaysia                                           | Hàn Quốc                 |
| ----------- | --- | --- | ------------------------ | --------- | -------------------------------------------------- | ------------------------ |
| Các nghệ sĩ | Phong cách bản địa: - A-One - Thanh Điểu Phi Ngư - Chí Thượng Lệ Hợp (Top Combine) - Cửu Nguyệt Kỳ Tích (September Miracle) - HIT-5 - iMe - J-One - Lucille the Lovely Rabbit - M.I.C - Milk@Coffee - Phượng Hoàng Truyền Kỳ - TFBoys - Thất Đóa Tổ Hợp (Seven Sense) - Hoa Nhi Nhạc Đội - Thủy Mộc Niên Hoa - Vũ Tuyền | - 183 Club - 1976 - 2moro - 4 in Love - 5566 - 7 Flowers - 831 - AK - ASOS - Awaking - Choc7 - Comic Boyz - Da Mouth - Dream Girls - Đông Thành Vệ - Động Lực Hỏa Xa - Energy - F4 - F.I.R. - GoGoClub - Hey Girl (trước đó là Hắc Sáp Hội Mỹ Mi) - JPM - GIA - K One - Lollipop F - Misster - Ngũ Nguyệt Thiên - Nam Quyền Mama - Phi Luân Hải - Popu Lady - SD5 行堂 - S.H.E - SIGMA - Sisters - Sodagreen - SpeXial - S.P.Y - Sweety - Tension - Thiếu Nữ Đội (Girl's Team) - Tiểu Hổ Đội - Tiểu Miêu Đội - TPE48 (sau đó là AKB48 Team TP) - Y2J | - Beyond - Boy'z - Twins | - BY2     | - M-Girls (Tứ Cá Nữ Sinh) - Q-Genz (Xảo Thiên Kim) | - EXO-M - Super Junior-M |
| Các nghệ sĩ | Phong cách Hàn Quốc: - Boy Story - Lotte Girls - X Cửu Thiếu Niên Đoàn | - 183 Club - 1976 - 2moro - 4 in Love - 5566 - 7 Flowers - 831 - AK - ASOS - Awaking - Choc7 - Comic Boyz - Da Mouth - Dream Girls - Đông Thành Vệ - Động Lực Hỏa Xa - Energy - F4 - F.I.R. - GoGoClub - Hey Girl (trước đó là Hắc Sáp Hội Mỹ Mi) - JPM - GIA - K One - Lollipop F - Misster - Ngũ Nguyệt Thiên - Nam Quyền Mama - Phi Luân Hải - Popu Lady - SD5 行堂 - S.H.E - SIGMA - Sisters - Sodagreen - SpeXial - S.P.Y - Sweety - Tension - Thiếu Nữ Đội (Girl's Team) - Tiểu Hổ Đội - Tiểu Miêu Đội - TPE48 (sau đó là AKB48 Team TP) - Y2J | - Beyond - Boy'z - Twins | - BY2     | - M-Girls (Tứ Cá Nữ Sinh) - Q-Genz (Xảo Thiên Kim) | - EXO-M - Super Junior-M |
| Các nghệ sĩ | Phong cách Nhật Bản: - AKB48 Team SH - SNH48 - BEJ48 - GNZ48 - SHY48 - CKG48 | - 183 Club - 1976 - 2moro - 4 in Love - 5566 - 7 Flowers - 831 - AK - ASOS - Awaking - Choc7 - Comic Boyz - Da Mouth - Dream Girls - Đông Thành Vệ - Động Lực Hỏa Xa - Energy - F4 - F.I.R. - GoGoClub - Hey Girl (trước đó là Hắc Sáp Hội Mỹ Mi) - JPM - GIA - K One - Lollipop F - Misster - Ngũ Nguyệt Thiên - Nam Quyền Mama - Phi Luân Hải - Popu Lady - SD5 行堂 - S.H.E - SIGMA - Sisters - Sodagreen - SpeXial - S.P.Y - Sweety - Tension - Thiếu Nữ Đội (Girl's Team) - Tiểu Hổ Đội - Tiểu Miêu Đội - TPE48 (sau đó là AKB48 Team TP) - Y2J | - Beyond - Boy'z - Twins | - BY2     | - M-Girls (Tứ Cá Nữ Sinh) - Q-Genz (Xảo Thiên Kim) | - EXO-M - Super Junior-M |